# Jan Motyka
Jan Motyka (ur. w 1924 w Krakowie, zm. w 2005) – polski artysta fotograf, uhonorowany tytułem Artiste FIAP (AFIAP).

## Działalność
Jan Motyka krakowski artysta fotograf, zadebiutował w 1964 roku, po raz pierwszy wystawiając swoje fotografie w Salonie Fotografii Artystycznej w Gdańsku. Mieszkał i pracował w Krakowie do 1981 roku. W 1982 roku zamieszkał w Hamburgu. Jest autorem i współautorem wielu wystaw fotograficznych; indywidualnych, zbiorowych, poplenerowych, pokonkursowych. Brał aktywny udział w Międzynarodowych Salonach Fotograficznych, organizowanych pod patronatem FIAP, zdobywając wiele medali, nagród, wyróżnień, dyplomów, listów gratulacyjnych. Fotografie Jana Motyki były wystawiane w wielu krajach Europy i świata (m.in. we Francji, w Hiszpanii, Hongkongu, Polsce, Rumunii, Singapurze, Stanach Zjednoczonych, Wielkiej Brytanii).
W zdecydowanej większości, w swojej pracy twórczej stosował fotografię czarno-białą (fotografia portretowa, fotografia sportowa, fotografia krajobrazowa, fotografia martwej natury i fotomontaż). Szczególne miejsce w twórczości Jana Motyki zajmuje fotografia wykonywana w dawnych szlachetnych technikach fotograficznych, takich jak pseudosolaryzacja i izohelia.
Pokłosiem udziału w Międzynarodowych Salonach Fotograficznych (pod patronatem FIAP) było przyznanie Janowi Motyce (w 1980 roku) tytułu honorowego Artiste FIAP (AFIAP) - nadanego przez Międzynarodową Federację Sztuki Fotograficznej FIAP, obecnie z siedzibą w Luksemburgu. Fotografie Jana Motyki oraz dokumentacja – katalogi z ok. 200 wystaw w Polsce, dyplomy, listy gratulacyjne znajdują się w zbiorach Muzeum Historii Fotografii im. Walerego Rzewuskiego w Krakowie.

## Wybrane nagrody i wyróżnienia
- Wystawa Przeglądowa Fotografii Artystycznej; Kraków 1972 (złoty medal)
- Konkurs Fotografii „Mój Kraków”; Kraków 1973 (I nagroda)
- „Kraków Stary i Nowy”; Kraków 1974 (srebrny medal)
- Salon International de Fotografia Deportiva „Fotosport”; Reus 1972 (srebrny medal)
- Salon International de Fotografia Deportiva „Fotosport”; Reus 1974 (srebrny medal)
- Salon d'Art Photographique de Marignane; 1974 (nagroda specjalna)
- Salon International d'Art Photographique; Bordeaux 1975 (brązowy medal)
- International Salon of Photography; Sarawak 1975 (złota plakieta)
- Salon International de Fotografia Deportiva „Fotosport”; Reus 1972 (brązowy medal)
- Korea International Salon of Photography; Seul 1976 (srebrny medal)
- International Salon of Photography of the Republic of China (Taiwan); Tajpej 1977 (srebrny medal)
- International Photo - Art Exhibition; Singapur 1978 (złoty medal)
- Northwest International Exhibition of Photography; Puyallup (USA); 1978 (wyróżnienie)
- International Salon of Pictoral Photography; Surabaya (Indonezja); 1979 (złoty i srebrny medal)
- International Exhibition of Pictoral Photography; Edynburg 1980 (wyróżnienie)
- International Salon of Photography CPA; Hongkong 1992 (srebrny medal)
- International Salon of Photography CPA; Hongkong 1993 (złoty medal)

Źródło